# Dobrótvir
Dobrótvir (ucraniano: Добрóтвір) es un asentamiento de tipo urbano de Ucrania perteneciente al raión de Chervonohrad de la óblast de Leópolis.
En 2021, el asentamiento tenía 6381 habitantes. Es sede de un municipio con una población total de once mil habitantes, que incluye el asentamiento de tipo urbano de Dobrótvir y 19 pueblos: Hriadá, Dolyny (Silets), Dolyny (Starí Dobrótvir), Kózaky, Koshakovski, Maziarnia-Karanska, Mayiky, Matiashí, Neznániv, Perekalky, Polonychna, Pohali, Pokety, Silets, Starí Dobrótvir, Strýhanka, Tartak, Tychok y Tyshytsia.
La RSS de Ucrania comenzó a construir aquí en 1951 la central térmica de Dobrótvir, que todavía actualmente es la empresa eléctrica más importante del oeste del país, y que funciona en su casi totalidad con carbón de la zona de Chervonohrad. El pueblo fue fundado a lo largo de la década de 1950 para dar vivienda primero a los constructores de las instalaciones y luego a quienes trabajasen en su funcionamiento, adoptando el estatus de asentamiento de tipo urbano en 1959. La primera turbina comenzó a funcionar en 1956 y medio siglo después seguía teniendo más de mil seiscientos empleados. Hasta la reforma territorial de 2020, el asentamiento de Dobrótvir formaba un ayuntamiento sin pedanías en el raión de Kamianka-Buzka.
Se ubica a orillas del río Bug Occidental, unos 20 km al sureste de la capital distrital Chervonohrad.